# 1761.
◄ | 17. stoljeće | 18. stoljeće | 19. stoljeće | ►
◄ | 1730-ih | 1740-ih | 1750-ih | 1760-ih | 1770-ih | 1780-ih | 1790-ih | ►
◄◄ | ◄ | 1758. | 1759. | 1760. | 1761. | 1762. | 1763. | 1764. | ► | ►►
Arhitektura • Astronomija • Biologija • Glazba • Kazalište • Kemija • Kiparstvo • Knjige • Književnost • Kršćanstvo • Medicina • Politika • Pravo • Promet • Slikarstvo • Znanost

## Rođenja
- 24. prosinca – Selim III., turski sultan († 1808.)

## Vanjske poveznice
|  | Zajednički poslužitelj ima još gradiva o temi 1761. |